# Warth (Hückeswagen)
Warth ist eine Hofschaft in Hückeswagen im Oberbergischen Kreis im Regierungsbezirk Köln in Nordrhein-Westfalen (Deutschland).

## Lage und Verkehrsanbindung
Warth liegt im südwestlichen Hückeswagen an der Grenze zu Wipperfürth. Nachbarorte sind Kaisersbusch, Rautzenberg, Odenhollermühle, Odenholl und Wipperfürth-Niederdhünn. Der Ort ist über eine Verbindungsstraße erreichbar, die bei Altenholte von der Kreisstraße K5 abzweigt und zur Bundesstraße 506 bei Wipperfürth-Schniffelshöh führt.
Die Hofschaft liegt im Einzugsgebiet des Bachs Große Dhünn, der in die Große Dhünntalsperre mündet.

## Geschichte
Im 18. Jahrhundert gehörte der Ort zum  bergischen Amt Bornefeld-Hückeswagen. 1815/16 lebten 14 Einwohner im Ort. 1832 gehörte Warth der Großen Honschaft an, die ein Teil der Hückeswagener Außenbürgerschaft innerhalb der Bürgermeisterei Hückeswagen war. Der laut der Statistik und Topographie des Regierungsbezirks Düsseldorf als Weiler kategorisierte Ort besaß zu dieser Zeit ein Wohnhaus und drei landwirtschaftliche Gebäude. Zu dieser Zeit lebten fünf Einwohner im Ort, allesamt evangelischen Glaubens.
Im Gemeindelexikon für die Provinz Rheinland werden für 1885 ein Wohnhaus mit zehn Einwohnern angegeben. Der Ort gehörte zu dieser Zeit zur Landgemeinde Neuhückeswagen innerhalb des Kreises Lennep. 1895 besitzt der Ort ein Wohnhaus mit sieben Einwohnern, 1905 ein Wohnhaus und sechs Einwohner.